# Champagnac (Charente-Maritime)
Champagnac is een gemeente in het Franse departement Charente-Maritime (regio Nouvelle-Aquitaine) en telt 463 inwoners (1999). De plaats maakt deel uit van het arrondissement Jonzac.

## Geografie
De oppervlakte van Champagnac bedraagt 12,9 km², de bevolkingsdichtheid is 35,9 inwoners per km².
De onderstaande kaart toont de ligging van Champagnac (Charente-Maritime) met de belangrijkste infrastructuur en aangrenzende gemeenten.

## Demografie
Onderstaande figuur toont het verloop van het inwonertal (bron: INSEE-tellingen).